# غريغ ميلر (شاعر)
غريغ ميلر (بالإنجليزية: Greg Miller)‏ هو شاعر أمريكي، ولد في 1957 في كنتاكي في الولايات المتحدة.